# Мечеть Нурулла
Мече́ть Нурулла́ (тат. Нурулла мәчете, «Сенная» и «Седьмая соборная мечеть»), Казань, Россия — культовое сооружение, построенное в центре исторического Сенного базара в Старо-Татарской слободе, на улице Московская в 1845—1849 архитектором А. И. Песке при поддержке советников коммерции братьев Ибрагима (1806—1886) и Исхака (1810—1884) Юнусовых на средства, завещанные их отцом — купцом первой гильдии Губайдуллой Юнусовым (1776—1849). Автор проекта — А. К. Ломан.

## Архитектура
Мечеть является двухэтажной, имеет зал с куполом и трехэтажным цилиндрическим минаретом по южному входу.

## История
В 1890—1908 годах обязанности имам-хатиба исполнял видный общественный и политический деятель, издатель газеты «Азат» Габдулла Абдулкаримович Апанаев.
Мечеть была закрыта постановлением ЦИК Татарской автономной республики от 16 ноября 1929 года, а минарет разобран. До 1992 года мечеть использовалась для жилья и офисов. Постановлением Совета Министров Татарской АССР № 601 от 23.01.1981 была признана памятником архитектуры.
В 1992 году мечеть была переименована в «Нурулла» и была возвращена верующим. В 1990—1995 восстановлена Р. В. Билаловым, тогда же был восстановлен минарет.

## Галерея
- Минарет и купола мечети «Нурулла»
- Вид на мечеть